# Elizabeth Bowen
Pour les articles homonymes, voir Bowen.
Œuvres principales
- La Maison à Paris (1935)
- Les Cœurs détruits (1938)

Elizabeth Bowen, née le 7 juin 1899 à Dublin et morte le 22 février 1973 à Londres, est une romancière et nouvelliste irlandaise.

## Biographie
Elle perd sa mère à douze ans et, à partir de quatorze ans, fait son éducation dans un pensionnat anglais. Son père s'étant remarié quand elle avait dix-neuf ans, elle mène à partir de ce moment une existence indépendante, vivant l'hiver à Londres, l'été en Italie. C'est pour tenter d'améliorer ses revenus qu'elle se décide à écrire, après avoir abandonné sa vocation première de peintre.
Encounters (1923), son premier livre, publié alors qu'elle n'a que vingt-quatre ans, est un recueil de nouvelles, genre dans lequel elle passera maître par la suite. Quatre ans plus tard, en 1927, elle compose son premier roman The Hotel, écrit à Bordighera, et les caractéristiques de son talent s'affirment : une pénétrante intuition, une redoutable perspicacité, un curieux mélange de sympathie et d'ironie envers les petitesses humaines, un esprit caustique, un style incisif. Elle continuera à publier, à intervalles espacés, mais régulièrement, romans et recueils de nouvelles constituant peu à peu une œuvre abondante et originale, parfois comparée à celles de Jane Austen ou de Virginia Woolf.
Parmi ses œuvres se démarquent Dernier Automne (1929), roman dont l'action se déroule en Irlande, Emmeline (1932), La Maison à Paris  (1935), Les Cœurs détruits (1938) et, surtout, L'Ardeur du jour (1949), aussi traduit en français sous le titre La Chaleur du jour.
Son dernier roman, Eva Trout (1968), remporte le prix James Tait Black.

## Œuvre

### Romans
- The Hotel (1927)
- The Last September (1929) Publié en français sous le titre Dernier Automne, traduit par Gabrielle Merchez, Paris, Rivages, collection de littérature étrangère, 1995
- Friends and Relations (1931)
- To the North (1932) Publié en français sous le titre Emmeline, traduit par Georges Globa, Paris, Seuil, Paris, 1949 ; réédition, Paris, Phébus, 2000 ; réédition, Paris, Phébus, Libretto no 272, 2008
- The House in Paris (1935) Publié en français sous le titre La Maison à Paris, traduit par Marie Tadié, Paris, Gallimard, 1942 ; réédition, Paris, Gallimard, L'Imaginaire no 167, 1986
- The Death of the Heart (1938) Publié en français sous le titre Les Cœurs détruits, traduit par Jean Talva, Paris, Plon, 1941 ; réédition, Paris, 10/18 no 1503, 1982 ; réédition, Paris, Phébus, Libretto no 294, 2009
- The Heat of the Day (1949) Publié en français sous le titre L'Ardeur du jour, traduit par George Globa, Paris, Seuil, 1952 ; réédition, Paris, Le Livre de poche no 3911, 1974 ; réédition sous le titre La Chaleur du jour, Paris, traduction nouvelle de Jacqueline Odin, Payot & Rivages, Rivage poche no 518, 2005
- A World of Love (1955) Publié en français sous le titre Un monde d'amour, traduit par Henriette de Sarbois, Paris, Plon, 1966 ; réédition, Paris, 10/18 no 1516, 1982 ; réédition, Paris, Points no 2552, 2011
- The Little Girls (1964) Publié en français sous le titre Les Petites Filles, traduit par Amélia Audiberti, Paris, Plon, 1967 ; réédition, Paris, 10/18 no 1467, 1982 ; réédition, Paris, Phébus, Libretto no 246, 2007
- Eva Trout (1968)

### Recueils de nouvelles
- Encounters (1923)
- Ann Lee's and Other Stories (1926)
- Joining Charles and Other Stories (1929)
- The Cat Jumps and Other Stories (1934)
- Look At All Those Roses (1941)
- The Demon Lover and Other Stories (1945) Publié en français sous le titre Pacte avec le diable, traduit par Hélène Robin, Paris, La Jeune Parque, coll. Fenêtre sur le monde no 10, 1947 ; réédition sous le titre L'Amant démoniaque, traduction nouvelle de Françoise Brodsky, Bruxelles, Éditions Complexe, 2000
- Ivy Gripped the Steps and Other Stories (1946, États-Unis)
- Stories by Elizabeth Bowen (1959)
- A Day in the Dark and Other Stories (1965)
- The Good Tiger (1965), ouvrages de littérature d'enfance et de jeunesse

### Autres publications
- Bowen's Court (1942)
- Seven Winters: Memories of a Dublin Childhood (1942) Publié en français sous le titre Sept hivers à Dublin, traduit par Béatrice Vierne, Paris, Payot & Rivages, Petite bibliothèque Payot no 556, 2005
- English Novelists (1942)
- Anthony Trollope: A New Judgement (1946)
- Why Do I Write?: An Exchange of Views between Elizabeth Bowen, Graham Greene and V.S. Pritchett (1948)
- Collected Impressions (1950)
- The Shelbourne (1951)
- A Time in Rome (1960)
- Afterthought: Pieces About Writing (1962)